# Gypsophila preobrashenskii
Gypsophila preobrashenskii är en nejlikväxtart som beskrevs av Czerniakowska. Gypsophila preobrashenskii ingår i släktet slöjor, och familjen nejlikväxter. Inga underarter finns listade i Catalogue of Life.